# Chrobotek rosochaty

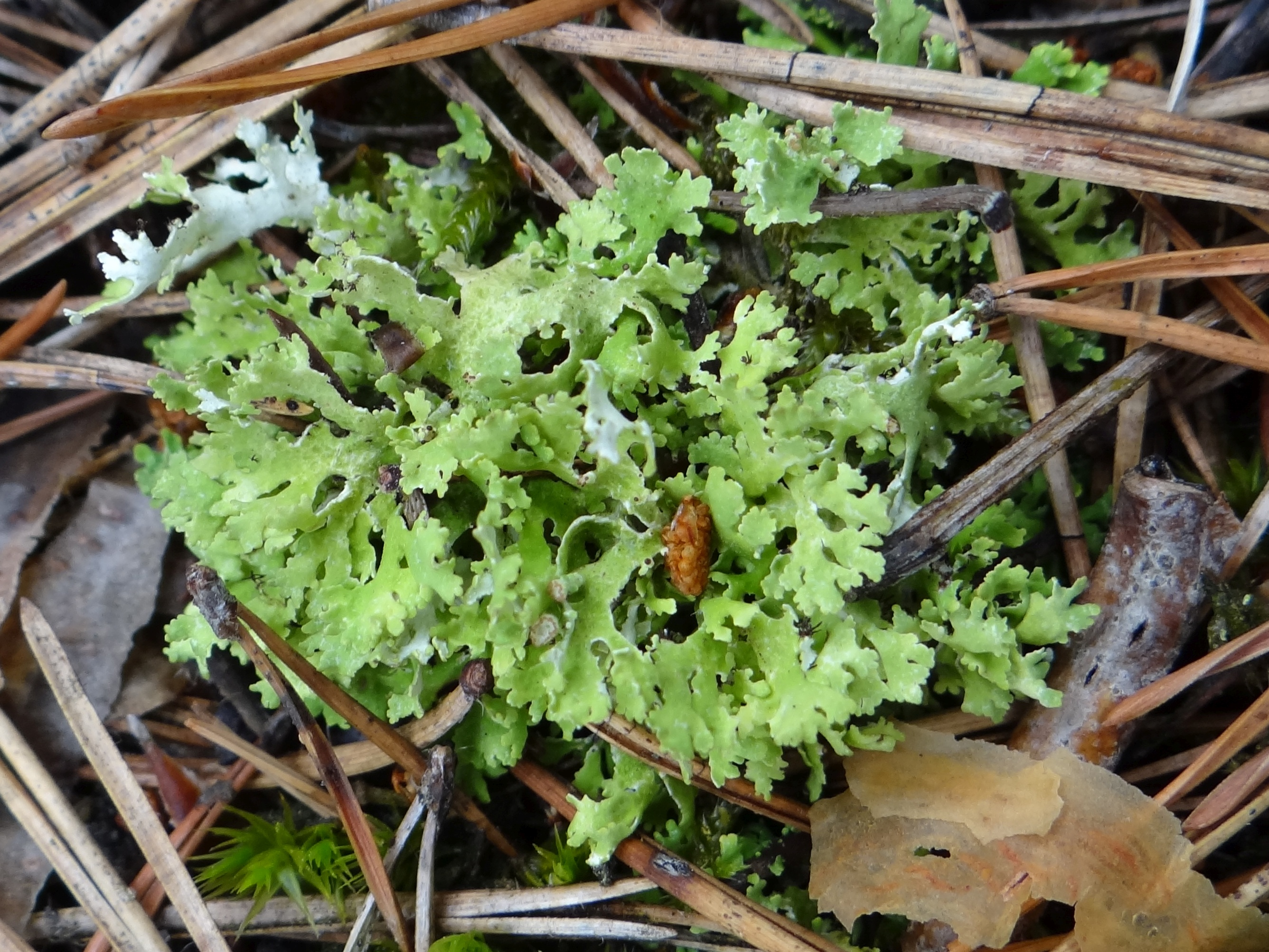

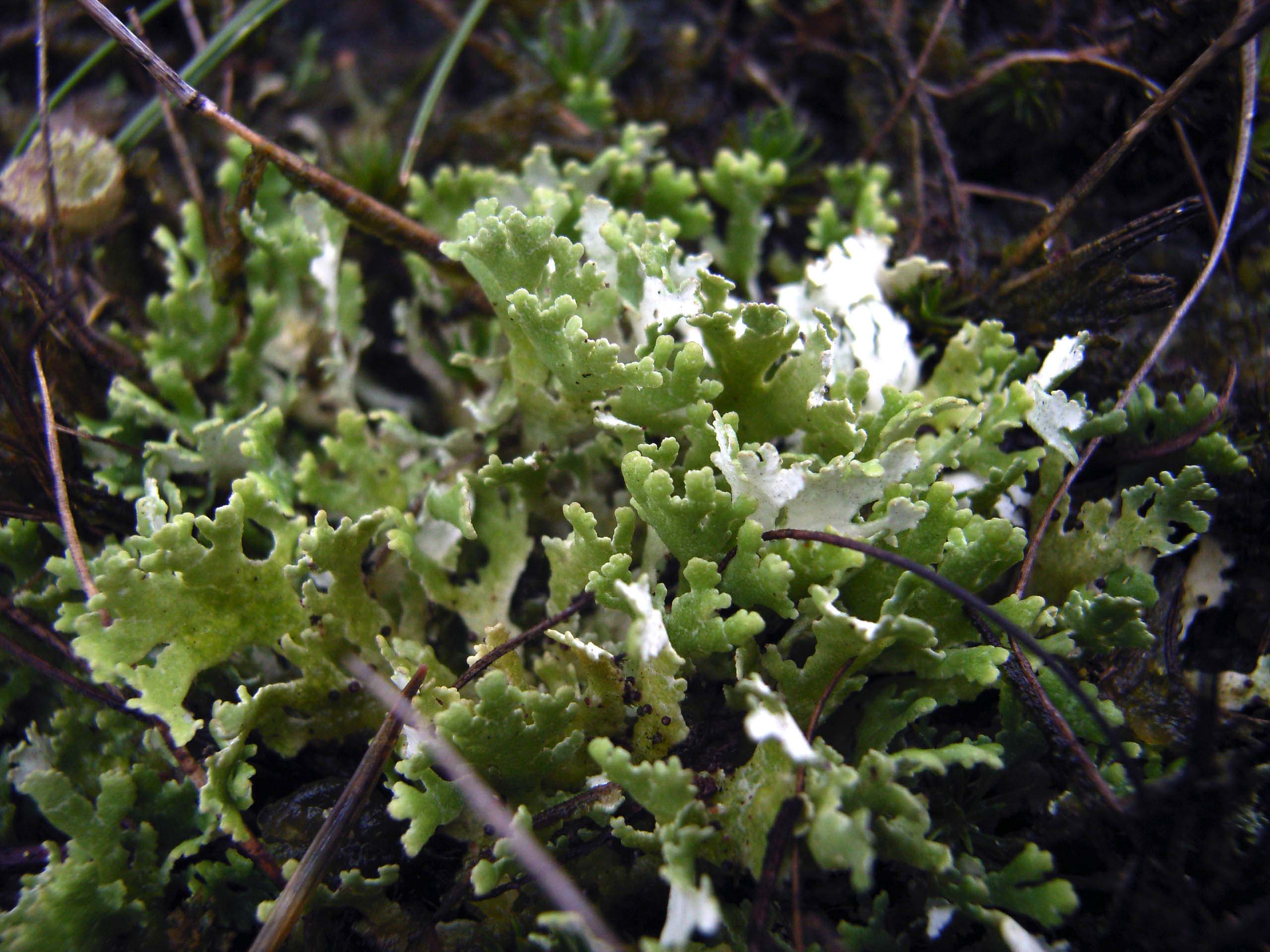
Listki plechy pierwotnej

Chrobotek rosochaty (Cladonia foliacea (Huds.) Willd.) – gatunek grzybów należący do rodziny chrobotkowatych (Cladoniaceae). Ze względu na współżycie z glonami zaliczany jest do porostów.

## Systematyka i nazewnictwo
Pozycja w klasyfikacji według Index Fungorum: Cladonia, Cladoniaceae, Lecanorales, Lecanoromycetidae, Lecanoromycetes, Pezizomycotina, Ascomycota, Fungi.
Po raz pierwszy takson ten zdiagnozował Hudson nadając mu nazwę Lichen foliaceus (w tłumaczeniu na język polski: porost liściasty). Obecną, uznaną przez Index Fungorum nazwę nadał mu w roku 1787 Willdenow, przenosząc go do rodzaju Cladonia.
Synonimy nazwy naukowej:
- Cenomyce alcicornis (Lightf.) Ach.
- Cladonia alcicornis (Lightf.) Fr.
- Cladonia endiviifolia var. alcicornis (Lightf.) Mudd, 1861
- Cladonia foliacea var. alcicornis (Lightf.) Schaer. 1823
- Lichen alcicornis Lightf. 1777
- Lichen foliaceus Huds.
- Lichen polymorphus With.
- Scyphophorus alcicornis (Lightf.) Gray 1821[3].

Nazwa polska według Krytycznej listy porostów i grzybów naporostowych Polski.

## Charakterystyka
Plecha pierwotna listkowata, duża i trwała, złożona z listków o długości do 3 cm. Listki te przylegają do podłoża lub wznoszą się i zazwyczaj tworzą murawki. Są głęboko podzielone na odcinki o szerokości 1–3 mm. Górna powierzchnia gładka, o barwie żółtozielonej lub szarozielonej, dolna żółtawa lub żółta i barwa ta nie zależy od stopnia wilgotności plechy.
Podecja powstają rzadko. Mają wysokość 1 – 1,5 cm, zazwyczaj są pojedyncze, rzadko tylko rozgałęzione. Maja szczyty tępe lub zakończone wąskimi kieliszkami. Apotecja wyrastają na nich bardzo rzadko. Mają brązowe tarczki o średnicy 0,5–2,5 mm. Zarodniki są bezbarwne i mają rozmiar 8-14× 2–4 μm. W jednym worku powstaje po 8 zarodników.
Reakcje barwne: C-, K-, KC + żółty, czerwony Pd +.

## Występowanie i siedlisko
Najliczniej występuje w Ameryce Północnej, Europie, Azji i Afryce Północnej. Na nielicznych stanowiskach notowany jest także w Ameryce Południowej i Australii. W Polsce jest dość szeroko rozprzestrzeniony. Na niżu występuje w rozproszeniu, w górach jest dość częsty. Często występują ciemnobrązowe pyknidia.
Rośnie na glebie, zarówno piaszczystej, jak gliniastej i żwirowatej, rzadziej na próchnicy. Najczęściej występuje w świetlistych lasach sosnowych. Preferuje miejsca suche i słoneczne. Występuje także na skałach i w ich szczelinach, zarówno na wapieniach, jak i skałach kwaśnych.

## Znaczenie
Chrobotek rosochaty zawiera takie kwasy porostowe, jak: kwas usninowy, atranorin i kwas fumarioprotocetrariowy. Wykazują one duża skuteczność w zwalczaniu wielu bakterii i grzybów.

## Gatunki podobne
Bardzo podobny jest chrobotek listkowaty (Cladonia convoluta), niektórzy lichenolodzy uważają nawet, że są to ekotypy tego samego gatunku. Cladonia foliacea ma większe listki, nie tak gęsto skupione i mniejszy jest kontrast między barwą górnej i dolnej powierzchni (dolna powierzchnia listków jest bardziej żółta, górna jaśniejsza). Podobna jest także plecha pierwotna chrobotka okółkowego (Cladonia cervicornis). Ten ostatni gatunek bardzo łatwo odróżnić po kształcie podecjów, jeśli jednak ich brak, odróżnienie go od chrobotka rosochatego tylko na podstawie plechy pierwotnej jest trudne.